# Antonivka, Rozdilna
Antonivka (în ucraineană Антонівка) este un sat în comuna Rozdilna din raionul Rozdilna, regiunea Odesa, Ucraina.

## Demografie
Componența lingvistică a localității Antonivka
     Rusă (49,25%)
     Română (43,28%)
     Ucraineană (5,97%)
     Bulgară (1,49%)
Conform recensământului din 2001, nu exista o limbă vorbită de majoritatea populației, aceasta fiind compusă din vorbitori de rusă (49,25%), română (43,28%), ucraineană (5,97%) și bulgară (1,49%).